# Post- och Telegrafhuset, Örebro

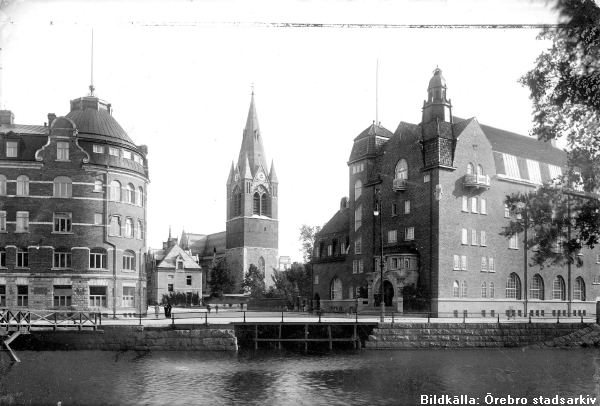
Post- och Telegrafhuset Örebro före 1925 (till höger i bild). Vasabron finns ännu inte. Nikolaikyrkan i mitten och elverket till vänster.

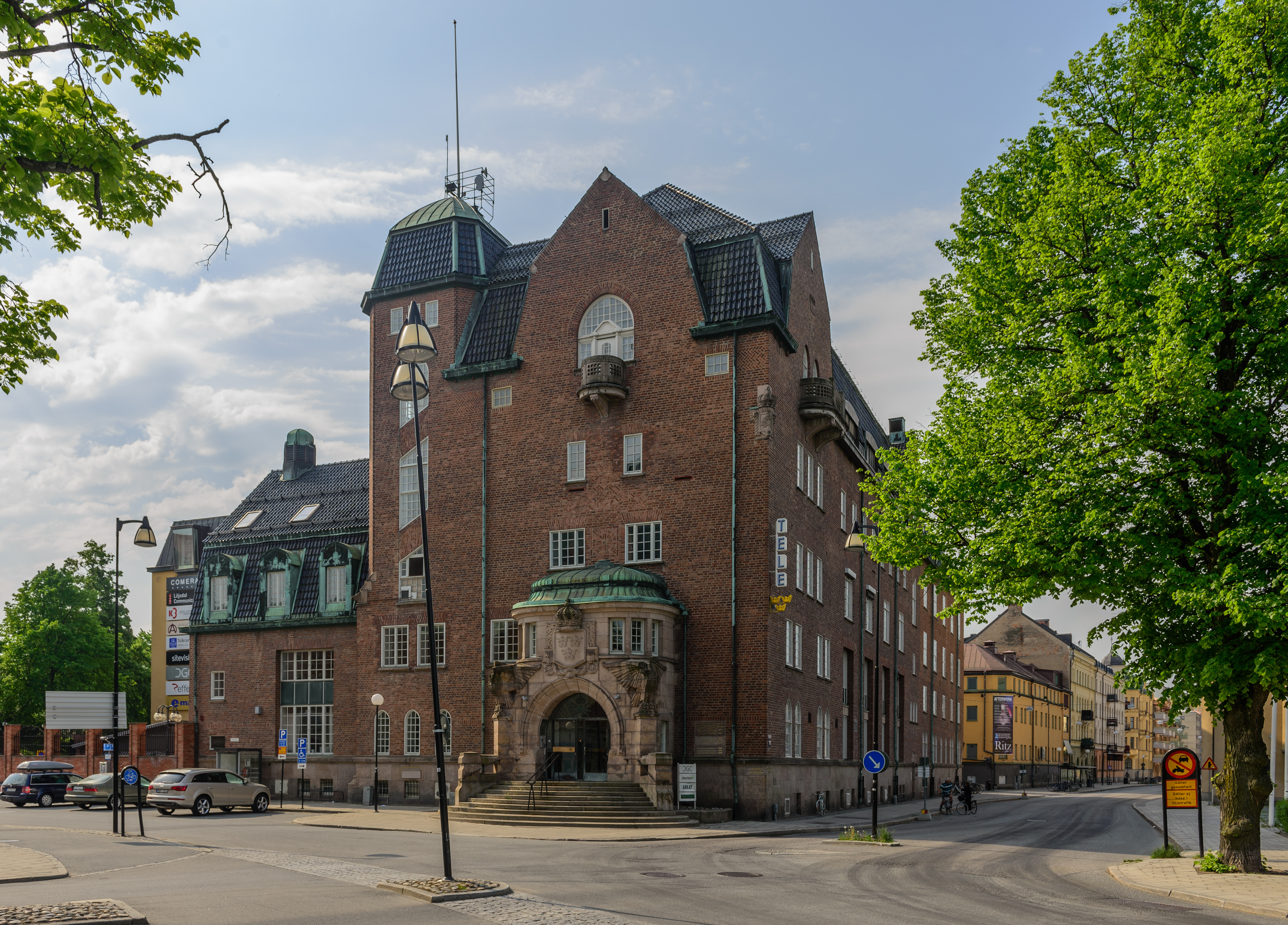
Post- och Telegrafhuset 2014.

Post- och Telegrafhuset i Örebro, med adress Vasagatan 10, uppfördes under åren 1912–1914. Arkitekt var stadsarkitekten Magnus Dahlander. En tillgyggnad gjordes åt söder under åren 1935-36. Arkitekt då var Carl Åkerblad. Byggnaden är ett exempel på den borginspirerade tegelarkitektur med nationell prägel, som förknippas med arkitekter som Ragnar Östberg (Stockholms stadshus) och Erik Lallerstedt (Trygghuset, Stockholm).
Redan år 1877 provades telefonapparater i Örebro. Det var samma år som den demonstrerats i Sverige för första gången. Det föranledde att en del örebroare installerade privata lokala telefonlinjer. 1881 bildades Örebro telefonförening, och året därpå hade man byggt en liten telefonstation vid Vasagatan 15.
Örebro telefonförening sålde år 1891 sitt nät till Telegrafverket, som 1893 öppnade en ny telefonstation i huset bredvid, Vasagatan 13. Dit flyttade så småningom även Posten, som tidigare hade legat vid Järntorget. År 1915 flyttade så telefonstation och post till den nyuppförda byggnaden vid Vasagatan 10. År 1938 automatiserades lokaltelefontrafiken, och år 1953 även rikstrafiken.
I mitten av 1980-talet flyttade huvudposten från huset, men omfattande televerksamhet finns fortfarande kvar.
Huset byggnadsminnesförklarades år 2003.

### Webbkällor
- Om Post- och Telegrafhuset på Länsstyrelsens webbplats